# ISO 31-13
ISO 31-13は、固体物理学に関する量とその単位について定めた国際標準化機構(ISO)の国際規格で、ISO 31の一部である。
2009年に発行されたISO 80000-12によって置き換えられ、ISO 31-13は廃止された。
日本工業規格(JIS)では JIS Z 8202-13:2000 が相当する。2016年12月に ISO 80000-12 に相当する JIS Z 8000-12:2016 が発行され、 JIS Z 8202-13:2000 は廃止された。